# سوخوي سو-8
سوخوي سو-8 (بالإنجليزية: Sukhoi Su-8)‏ هي طائرة هجوم أرضي من صناعة سوخوي. كان أول طيران لها في 1944.